# Karl Gölsdorf

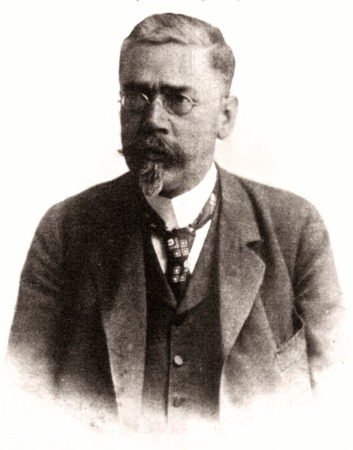
Karl Gölsdorf

Karl Gölsdorf (* 8. Juni 1861 in Wien; † 18. März 1916 am Wolfsbergkogel am Semmering) war ein österreichischer Ingenieur und Lokomotiv-Konstrukteur.

## Leben

Gruppenfoto mit 9.01 und Karl Gölsdorf (2. v.r.), wahrscheinlich anlässlich einer Probefahrt

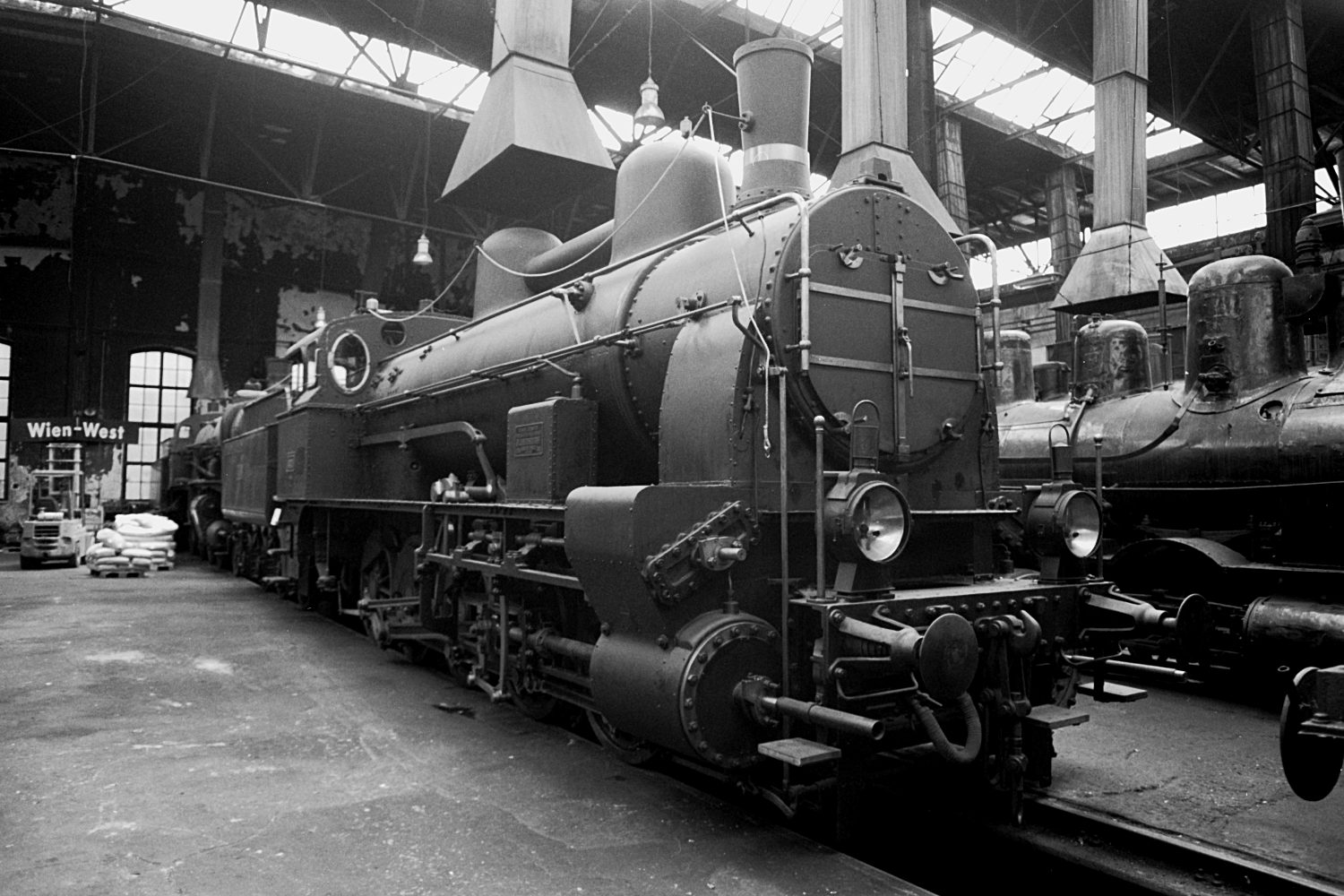
Die 180.01 im Eisenbahnmuseum Strasshof

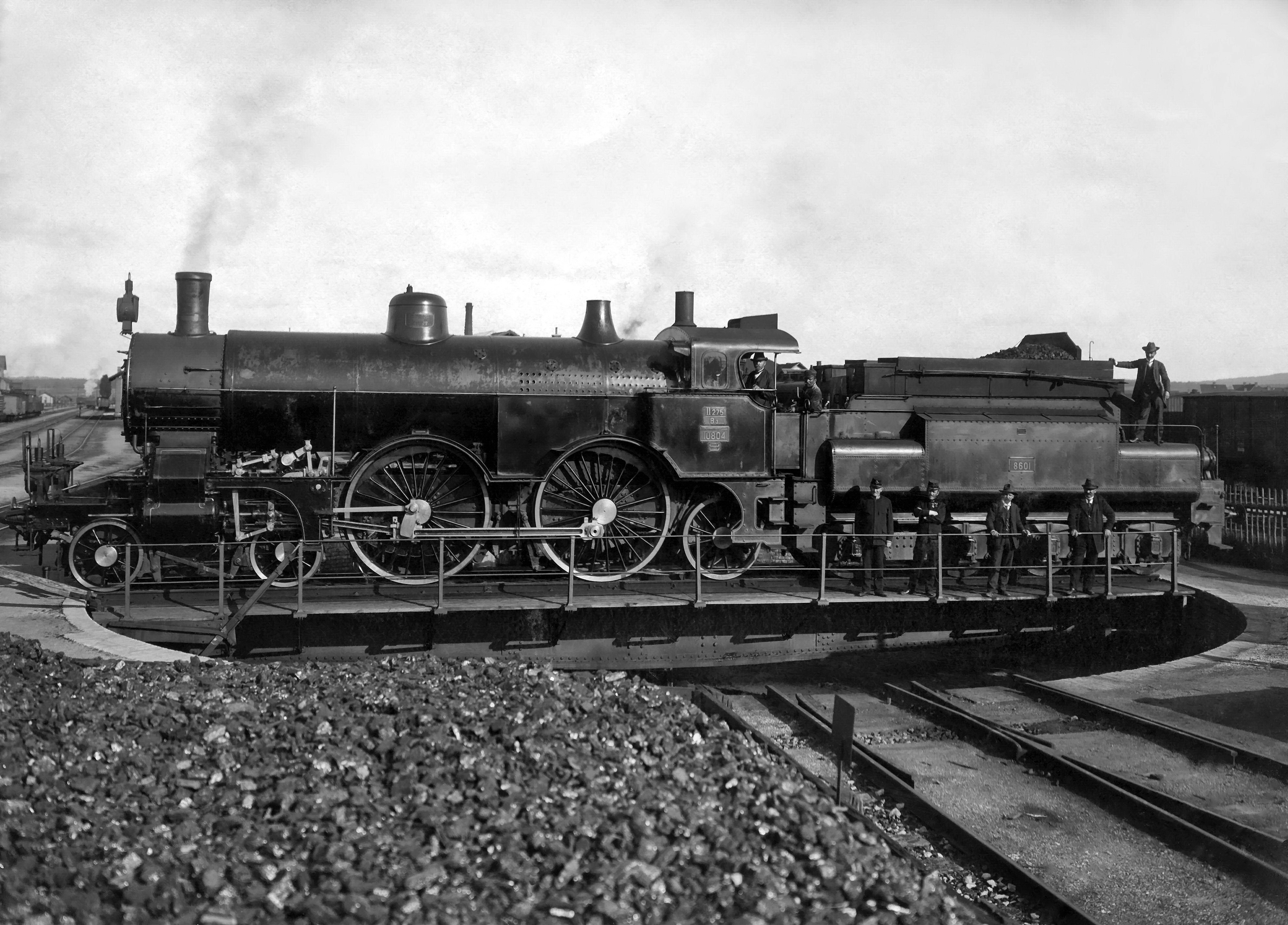
Eine Lok der Reihe 108

### Ausbildung
Karl Gölsdorf besuchte das Wiedner Gymnasium in Wien und zeigte schon früh Interesse am Lokomotivbau. Bereits als Mittelschüler wurde er daher von seinem Vater Louis Adolf Gölsdorf, Maschinendirektor der k.k. priv. Südbahn-Gesellschaft, an die Lokomotivkonstruktion herangeführt und mit ersten zeichnerischen Arbeiten auf diesem Gebiet betraut.
Gölsdorf besuchte von 1880 bis 1884 die Technische Hochschule in Wien und schloss sein Diplom mit Auszeichnung ab. Im September 1884 trat er in die Lokomotivfabrik der StEG zunächst als Praktikant ein. Im März 1885 wurde er Konstrukteur im Zeichenbüro, wo er bereits erste Entwürfe für neue Lokomotivtypen erarbeitete. Im Sommer 1889 wurde er Montageleiter in der Lokomotivfertigung der StEG-Fabrik.

### Beruflicher Werdegang
Am 1. November 1891 trat er als Ingenieur-Adjunkt dem Konstruktionsbüro der k.k. österreichischen Staatsbahnen bei, womit sein eigentliches kreatives Schaffen begann. 1893 war er als Ingenieur gemeinsam mit Hermann von Littrow im Bureau 3/a (Constructions-Bureau) der Unterabtheilung für Zugförderung und Werkstättendienst und die Bodensee-Schiffahrt in der K. k. General-Direction der österreichischen Staatsbahnen ab 1. Jänner 1893 mit Dienstclasse VIII. angestellt.
Karl Gölsdorf war von 1893 bis 1916 Chefkonstrukteur der k.k. österreichischen Staatsbahnen (kkStB) und entwickelte in seinem beruflichen Werdegang 25 Grundtypen (in 47 Varianten) bemerkenswerter Dampflokomotiven. Ebenso beschäftigte er sich ab 1910 mit der Konstruktion von Elektrolokomotiven, von denen jedoch keine verwirklicht wurde.
Aufgrund seines Schaffens wurde er 1910 von der Technischen Hochschule Hannover zum Dr.-Ing. e. h. ernannt. Ab 1911 war Mitglied der Staatsprüfungskommission an der k.k. Technischen Hochschule Wien. 1913 wurde er zum Sektionschef im k. k. Eisenbahnministerium bestellt, dem höchsten dortigen Beamten-Rang. Karl Gölsdorf war ferner aktives Mitglied im Verein Deutscher Eisenbahnverwaltungen. Sein Fachwissen brachte er als Mitherausgeber der Zeitschrift Eisenbahntechnik der Gegenwart ein. Gölsdorf war auch im Redaktionsausschuss der Enzyklopädie des Eisenbahnwesens. Besondere Berühmtheit in diesem Zusammenhang erlangte seine Fotosammlung, die sich heute im Besitz des Deutschen Museums München befindet.

### Konstruktives Wirken
Karl Gölsdorf erfand 1893 eine leistungsfähige und zugleich technisch einfache Anfahrvorrichtung für Verbunddampflokomotiven, da die bisher gebräuchlichen Vorrichtungen in Österreich mit seinen teilweise schwierigen Streckenverläufen einen Zug nicht zuverlässig genug anfahren ließen. Ihm zu verdanken war auch der praktische Nachweis, dass die hohe Kessellage bei Dampflokomotiven keine Nachteile mit sich brachte. Eine Studienreise nach England im Jahr 1899 sollte weiters die Formensprache seiner Konstruktionen maßgeblich beeinflussen.
Gölsdorf wurde insbesondere durch seine Erfindung der seitenverschiebbaren Kuppelachsen für Dampflokomotiven bekannt, die so genannte Gölsdorf-Achse. Die ersten damit ausgerüsteten Maschinen waren vierfach gekuppelte Dampflokomotiven der Reihe 170 im Jahr 1897. Von diesen schweren 1’D-Schlepptenderlokomotiven, die zu den meistgebauten Dampflokomotiven ihrer Zeit zählten, wurden bis 1921 über 800 Stück produziert. 1900 folgte die Reihe 180 mit fünf gekuppelten Achsen, von denen die erste, dritte und fünfte für einen zwangfreien Bogenlauf seitenverschiebbar im Rahmen gelagert waren. Mit dieser Type bewies Gölsdorf, dass in den allermeisten Fällen Lokomotiven mit mehrteiligem Rahmen und komplizierten Gelenkskonstruktionen (z. B. die Bauarten Engerth und Mallet) überflüssig waren. Die Bauart Gölsdorf sollte fortan zum Standard für schwere Güterzuglokomotiven werden.
Zu seinen Konstruktionen zählen unter anderen so bekannte Typen wie die Reihe 30 der Wiener Stadtbahn, die eleganten Atlantics der Reihe 108 und die Schnellzugslokomotiven der Reihe 310. An bemerkenswerten Sonderkonstruktionen schuf er die Adhäsions- und Zahnradlokomotiven Bauart Abt der 269 der Erzbergbahn und die schmalspurige Yv für die Ybbstalbahn. Auch bei der k.k. Heeresfeldbahn-Lokomotive Reihe 4 soll er mitgewirkt haben.

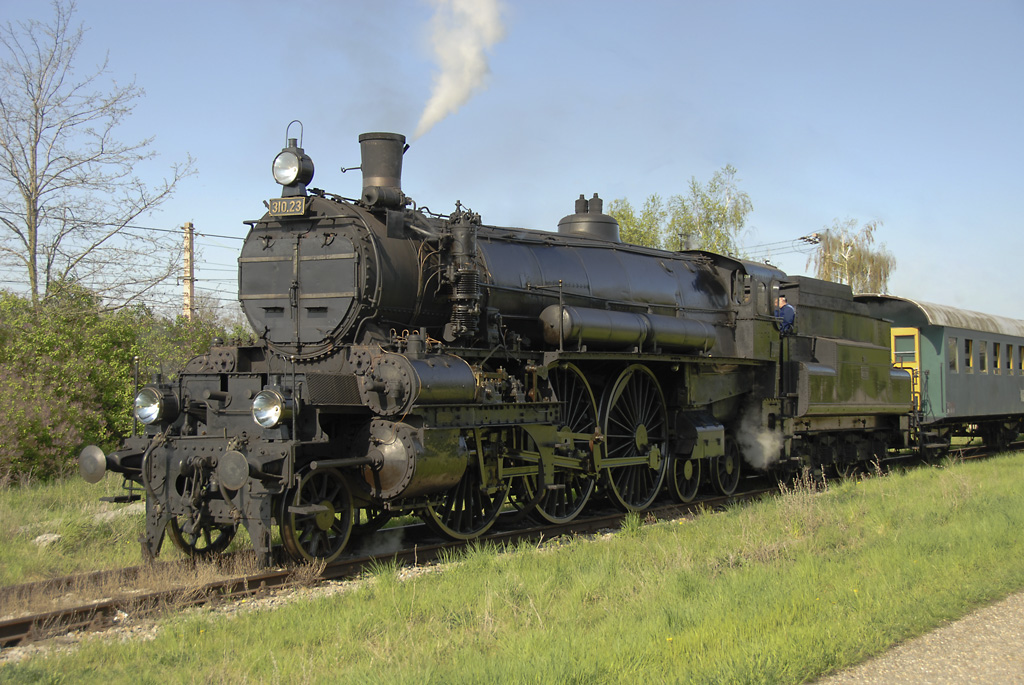
kkStB 310.23 von 1911

Gölsdorf nutzte stets die technischen Möglichkeiten der Zeit. Seine Lokomotiven der Reihe 310 aus dem Jahr 1911, dreifach gekuppelte Schnellzuglokomotiven mit Vierzylinder-Heißdampfverbundtriebwerk, gelten als eine der schönsten dieser Epoche. Ihrem Konstrukteur zu Ehren wurde diese 1’C2’-Bauart als Adriatic bezeichnet. Spätestens seit der Reaktivierung der Museumslokomotive 310.23 im Jahr 1986 gilt diese Reihe als bekannteste Schöpfung Gölsdorf.

### Privatleben und Tod

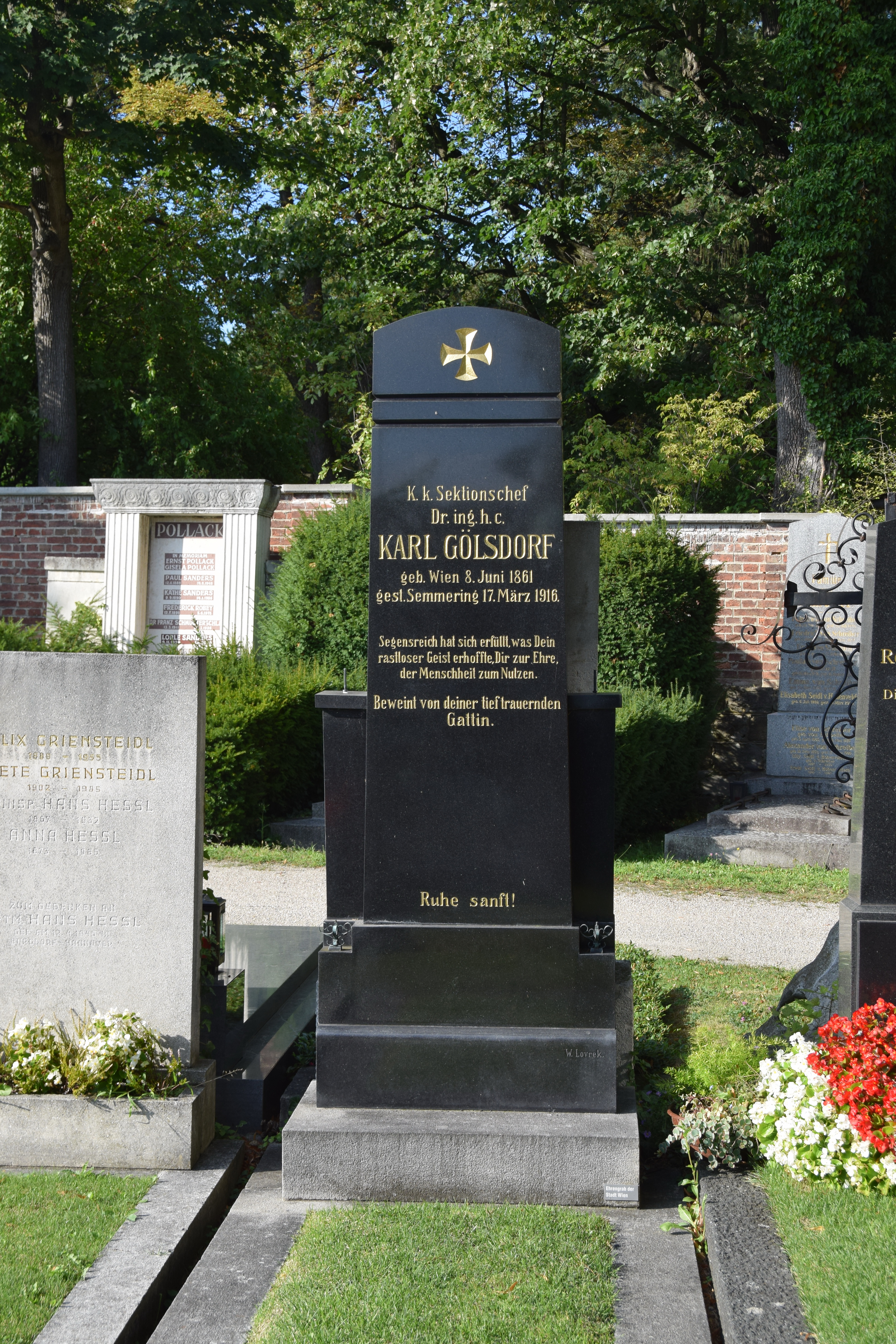
Grab von Karl Gölsdorf am Hietzinger Friedhof

Karl Gölsdorf war seit 1900 mit Franziska Maria, geschiedene Bachmann und geborene Löwy (1859–1942) verheiratet. Die Ehe blieb kinderlos. Gölsdorf starb überraschend während eines Aufenthaltes am Semmering an einem akuten Halsleiden und nicht, wie in zeitgenössischen Medien fälschlicherweise verlautbart, an den Folgen eines Unfalls mit einer Lokomotive.
Gölsdorf wurde in einem ehrenhalber gewidmeten Grab am Hietzinger Friedhof (Gruppe 31, Nummer 23) bestattet.

## Zitate
Weit hinaus über die Grenzen der jeweiligen Erkenntnis und des jeweiligen Wissens liegen aber – nur verschleiert dem Auge der Phantasie erkennbar – die Grenzen des auf dem Gebiet der Technik Erreichbaren.
Gölsdorf wird zudem folgende Formulierung zugeschrieben: Es ist schwer, bei der Konstruktion der Lokomotive an einer Stelle eine Tonne an Gewicht zu ersparen; leicht ist es jedoch, kiloweise die Tonne zusammenzusparen, indem man an diesen oder jenen Lokomotivteilen überflüssigen Baustoff einfach wegnimmt.

## Ehrungen
Karl Gölsdorf war u. a. Träger in- und ausländischer Auszeichnungen wie des Ritterkreuzes des Franz-Josephs-Ordens, des Offizierskreuzes vom Roten Kreuz mit Kriegsdekoration, des goldenen Zivil-Verdienstkreuzes mit Krone, des Dannebrog-Ordens, des Komturkreuzes des Wasa-Ordens und Ritter des preußischen Schwarzen Adlerordens II. Klasse.
Im Jahr 1919 wurde in Wien Innere Stadt (1. Bezirk) die Gölsdorfgasse nach dem Konstrukteur benannt.
Am 22. März 2011 brachte die Österreichische Post zum 150. Geburtstag Gölsdorfs eine Sondermarke im Wert von 0,65 Euro heraus.